# Милионите на Привалов
„Милионите на Привалов“ (на немски: Die priwalov'schen Millionen) е българско-германски 6-сериен телевизионен игрален филм (драма), копродукция на България, ФРГ и Западен Берлин от 1982 година на режисьорите Дитхард Кланте и Николай Попов, по сценарий на Антон Дончев, Иван Славков и Дитхард Кланте. Оператор е Лотар Елиас Щикелбрукс. Създаден е по едноименния роман на Д. Н. Мамин-Сибиряк. Музиката във филма е композирана от Симеон Пиронков.

## Серии
- 1. серия – „Пристигането“ – 51 минути
- 2. серия – „Заговорът“ – 49 минути
- 3. серия – „Банкрутът“ – 51 минути
- 4. серия – „Любовта“ – 50 минути
- 5. серия – „Победители и победени“ – 51 минути
- 6. серия – „Другият живот“ – 48 минути[1].

## Актьорски състав
| Роля                             | Изпълнител                                          |
| -------------------------------- | --------------------------------------------------- |
| Сергей Александрович Привалов    | Руси Чанев                                          |
| Василий Назарич Бахарев          | Георги Черкелов                                     |
| Надя Бахарева                    | Мариана Димитрова                                   |
|                                  | Сента Бергер                                        |
|                                  | Фриц Лихтенхан                                      |
| Мария Степановна                 | Иванка Димитрова                                    |
| Игнатий Ляховски                 | Иван Кондов                                         |
| Хиония Алексеевна                | Леда Тасева                                         |
|                                  | Ангелика Валер                                      |
|                                  | Готфрид Йон                                         |
| Николас                          | Стефан Мавродиев                                    |
| Катя Колпакова                   | Райна Василева                                      |
| Виктор                           | Вихър Стойчев                                       |
| майката на Антонина              | Емилия Радева                                       |
| бащата на Антонина               | Георги Стоянов                                      |
|                                  | Гюнтер Мак                                          |
|                                  | Хайнрих Швайгер                                     |
| Лука, прислужник на Бахареви     | Иван Гайдарджиев                                    |
| Костя                            | Любомир Бъчваров                                    |
| Данила                           | Димитър Йорданов                                    |
|                                  | Вълчо Камарашев                                     |
| певица                           | Ирина Чмихова                                       |
| Нагибин (в 2 серии: IV и V)      | Юрий Яковлев (не е посочен в надписите на филма)    |
| Титос Привалов (в 1 серия: VI)   | Емил Джамджиев (не е посочен в надписите на филма)  |
| съдебен служител (в 1 серия: VI) | Веселин Борисов (не е посочен в надписите на филма) |

и други